# Přistávací modul

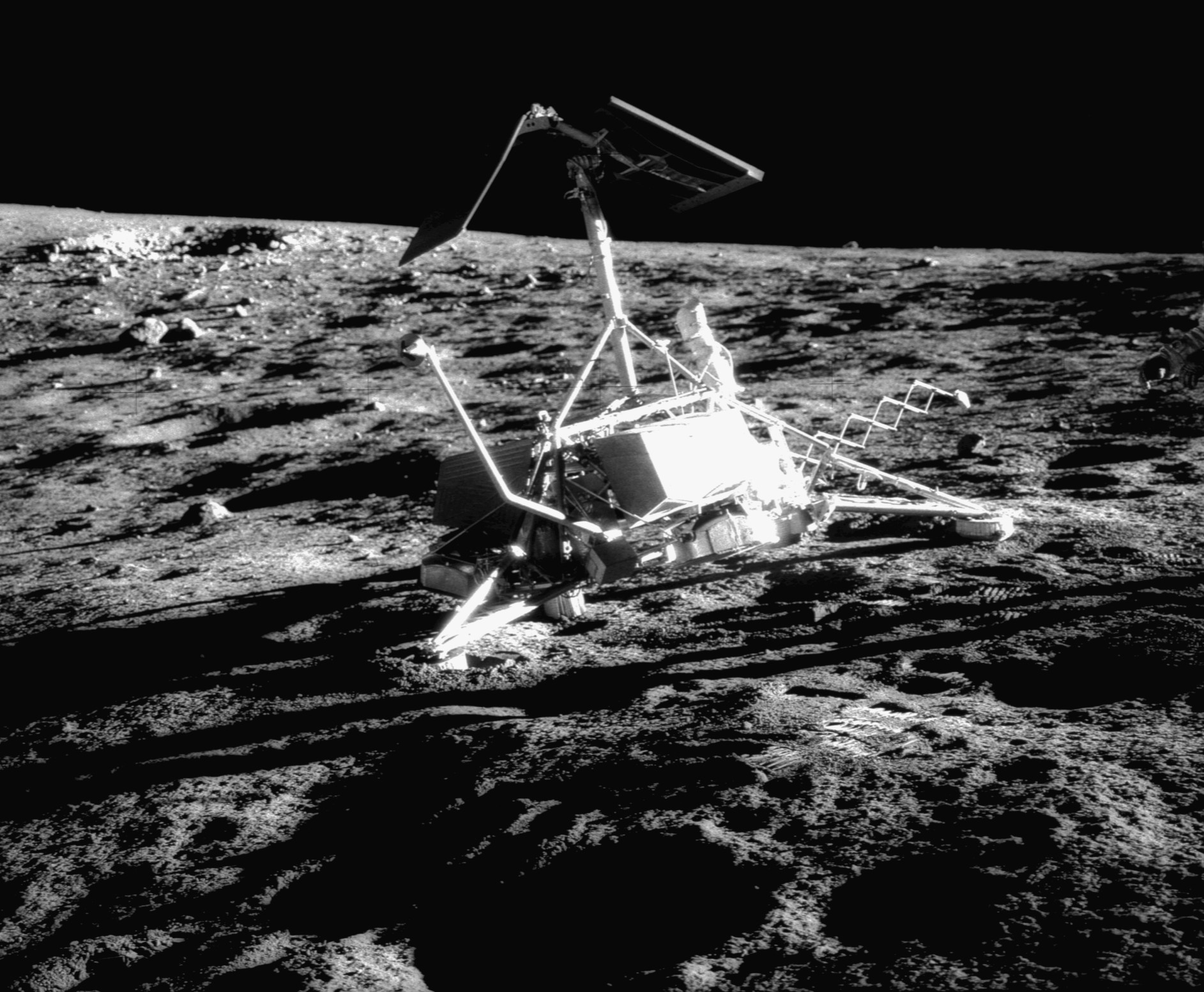
Surveyor 3 na Měsíci

Přistávací modul je část kosmické lodi nebo sondy určená pro přistání na povrchu cílového tělesa, planety, měsíce, komety apod. mimo Zemi (k přistání na Zemi je určený návratový modul). Přistávací modul zpravidla sestává z vědeckého vybavení a systému sestupu a přistání. Pro přistání na tělesa bez atmosféry se používají brzdící raketové motory, nebo pouze manévrovací motorky. V případě přistání na tělesech s atmosférou je přistávací modul obvykle vybaven tepelným štítem a padáky, v závěrečné fázi přistání používá manévrovací motorky nebo nafukovací vaky.

## Přistání na kometách a asteroidech
V rámci programu Rosetta (start 2. března 2004) se v roce 2014 plánuje přistání přistávacího modulu na kometu 67/P Čurjumova-Gerasimenko. Vzhledem k nízké gravitaci komety je přistávací modul vybaven harpunou, která ukotví modul na kometě. Tato technika přistání byla navržena pracovníkem Jet Propulsion Laboratory Eugenem Lallym.
Na podobném malém tělese, planetce Eros, přistála sonda NEAR Shoemaker pomocí manévrovacích motorků, přestože původně se z přistáním nepočítalo. Sondě Hayabusa se na planetce Itokawa podařilo přistát stejným způsobem, ale odběr vzorků byl pravděpodobně neúspěšný. Sonda se nyní vrací k Zemi.

## Přistání na Měsíci
Sondy programu Ranger a prvních Lun na povrch Měsíce pouze dopadly.
Poprvé úspěšně přistála Luna 9. Sondy programu Surveyor byly určené pro zjištění podmínek na povrchu Měsíce, v rámci příprav programu Apollo.
Sondy Luna, Surveyor i lodě Apollo přistávaly s použitím raketového brzdícího motoru.

## Přistání na Titanu
Sonda Huygens, prakticky přistávací modul sondy Cassiny, byla připravena na přistání jak na pevném tak na kapalném povrchu. Přistání zajišťoval padákový systém. Podmínky se ukázaly být mírnější a modul nakonec pracoval několikanásobně déle (4 hodiny) proti předpokladům.

## Přistání na Venuši a Marsu

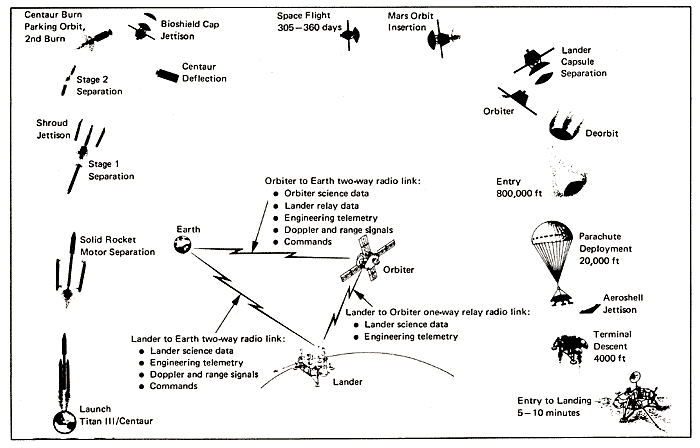
průběh letu sond Viking

Programy Veněra a Vega používaly přistávací moduly vybavené brzdícím prstencem. Moduly sond Vega nesly též atmosférické balóny.
Sovětské sondy Mars byly odvozeny od Luny 9 s přidaným tepelným štítem, chránícím sondu při vstupu do atmosféry. Sondy programu Viking, neúspěšný Mars Polar Lander a Phoenix přistávaly pomocí kombinace padáků a stabilizačních motorků. Sondy Beagle 2, Mars Pathfinder a Mars Exploration Rover využívaly k měkkému dopadu navíc i nafukovací vaky.